# Kerim Pamuk
Kerim Pamuk (* 1970 in der Türkei) ist ein deutscher Schriftsteller und Kabarettist türkischer Herkunft.

## Leben und Schaffen
Geboren wurde Pamuk in einem Dorf an der türkischen Schwarzmeerküste. Als seine Eltern nach Deutschland einwanderten, blieben er und seine Schwester zunächst beim Großvater. Als Neunjähriger wurde er dann nachgeholt, lernte innerhalb von zwei Jahren Deutsch, absolvierte Realschule, Aufbaugymnasium und Abitur. Er studierte an der Hamburger Universität Germanistik, Orientalistik und Turkologie.
Bekannt wurde Pamuk durch seine Bühnenprogramme, u. a. „Leidkultur“, „Burka & Bikini“, „Brüder im Geiste“ und „Selfies für Blindschleichen“. Er tourt bundesweit mit seinen Kabarett-Programmen und hält Lesungen. Außerdem veröffentlichte er mehrere Bücher.
Pamuk lebt und arbeitet in Hamburg.

## Veröffentlichungen
- Sprich langsam, Türke. Edition Nautilus, Hamburg 2003, ISBN 3-89401-410-5.
- Alles roger, Hodscha? Edition Nautilus, 2005; dtv, München 2007, ISBN 978-3-423-20973-1.
- Allah verzeiht, der Hausmeister nicht. Eichborn, Frankfurt am Main 2009, ISBN 978-3-8218-5845-6.
- Der Islam, das Islam, was Islam? Gütersloher Verlagshaus, Gütersloh 2017, ISBN 978-3-579-08675-0.
- Kiffen, Kaffee & Kajal. Gütersloher Verlagshaus, Gütersloh 2019, ISBN 978-3-579-08677-4.

## Nachweise
1. 1 2  Deutschlandradio Kultur vom 6. April 2009: „Die seltsamen Deutschen“ Der Hamburger Kabarettist Kerim Pamuk
2. ↑  Kabarettist Kerim Pamuk über Integration in Deutschland. In: Frankfurter Neue Presse. 6. September 2014, ehemals im Original (nicht mehr online verfügbar); abgerufen am 12. Dezember 2020. (Seite nicht mehr abrufbar. Suche in Webarchiven)
3. ↑  Stefan Reckziegel: Kerim Pamuk: Religion ist ihm nicht heilig. In: Hamburger Abendblatt. 21. März 2012, abgerufen am 12. Dezember 2020.

| Personendaten    | Personendaten                                                |
| ---------------- | ------------------------------------------------------------ |
| NAME             | Pamuk, Kerim                                                 |
| KURZBESCHREIBUNG | deutscher Schriftsteller und Kabarettist türkischer Herkunft |
| GEBURTSDATUM     | 1970                                                         |
| GEBURTSORT       | Türkei                                                       |